# 히페리온 (신화)
히페리온(고대 그리스어: Ὑπερίων Hyperion[*])은 그리스 신화의 거대한 신들인 티탄족이자 가이아(대지의 여신)와 우라노스(하늘의 남신)의 아들이다. 남매지간인 여자 티탄 테이아와 결혼하여 헬리오스, 셀레네, 에오스를 낳았다.
초기 그리스 신화나 전설에는 히페리온은 헬리오스, 즉 태양의 신과 구분이 모호하였으며 히페리온은 별다른 역할이나 주관하는 사물이 없이 그저 12명의 티탄족 중 하나로 이름만 나오는데 후기 그리스 문헌들에는 헬리오스와 히페리온은 완전히 구분된 형태로 나온다.
문학작품에는 히페리온이 많이 등장하고 인용되는데 대표적인 것으로 영국의 시인 존 키이츠의 미완성 서사시 《히페리온》, 독일의 낭만주의 시인 프리드리히 횔덜린의 유일한 소설 《히페리온》 등이 있다.

## 같이 보기
- 비블리오테케
- 디오도로스 시켈로스
- 에우리피데스
- 티모시 간츠
- 헤시오도스
- 호메로스
- 논노스
- 핀다로스
- 플라톤